# Szkice Franka Gehry
Szkice Franka Gehry (ang. Sketches of Frank Gehry) – amerykański film dokumentalny z 2006 roku poświęcony życiu i twórczości wybitnego architekta Franka Gehry'ego. Nakręcony przez Sydneya Pollacka, jest owocem wielu rozmów reżysera z architektem, który opowiada o swojej pracy, życiu i wydarzeniach związanych z powstawaniem jego najważniejszych obiektów. Film został zaprezentowany w ramach pokazów pozakonkursowych na 59. MFF w Cannes.